# Piotr Jemioło
Piotr Jemioło (ur. 1989 lub 1990) – polski poeta.
Laureat Nagrody im. Kazimiery Iłłakowiczówny za debiut roku 2019 za tom Nekrotrip (Fundacja KONTENT, Kraków 2019) oraz m.in. Ogólnopolskiego Konkursu Poetyckiego „O liść konwalii” im. Zbigniewa Herberta (wyróżnienia w 2011 i 2012), Ogólnopolskiego Konkursu Poetyckiego im. Michała Kajki (wyróżnienie w 2012), Konkursu Poetyckiego im. Rodziny Wiłkomirskich (II nagroda w 2018).  